# Macuarima
Macuarima är ett samhälle och en zon i Aruba (Kungariket Nederländerna). Det ligger i den centrala delen av landet, 7 km öster om huvudstaden Oranjestad. Antalet invånare i zonen Macuarima som även omfattar en del omkringliggande byar, är 1 892.